# ندای وظیفه: جنگاوری نوین: تجهیز کردن
ندای وظیفه: جنگاوری نوین: تجهیز کردن (به انگلیسی: Call of Duty: Modern Warfare: Mobilized) یک بازی ویدئویی در سبک تیراندازی اول شخص از مجموعه بازی‌های ندای وظیفه است که در ۱۰ نوامبر ۲۰۱۰ توسط شرکت اکتیویژن برای نینتندو دی‌اس منتشر شد.